# Браун, Филип
Филип Браун (англ. Philip Brown; род. 6 января 1962) — британский легкоатлет, олимпийский медалист.

## Биография
Браун был членом команды «Birchfield Harriers» и бегуном на якорной ноге, закрепившим ряд медалей за британскую команду. Карьера Брауна началась, когда он конкурировал за Великобританию на летних Олимпийских играх 1984 года, состоявшиеся в Лос-Анджелесе, США.
На чемпионате Европы 1982 года команда, вновь поставленная на якорь Брауном, завоевала серебряную медаль, уступив команде Западной Германии в 3:00.68. На чемпионате мира в Риме в 1987 году он пробежал еще один отличный финальный отрезок в 44.3, который принес команде серебряную медаль в рекордное для Европы время 2:58.86.
Он завоевал индивидуальную бронзовую медаль и две командные золотые медали на Играх Содружества. Он представлял Англию и завоевал золотую медаль в забеге 4х400 метров и занял шестое место на дистанции 400 метров на Играх Содружества 1982 в Брисбене, Квинсленде, Австралия. Четыре года спустя представлял Англию и выиграл еще одну золотую медаль в 4х400 метров событие, на Играх Содружества 1986 в Эдинбурге, Шотландия. Он также завоевал индивидуальную бронзу на Играх в беге на 400 метров. Третье и последнее выступление сборной Англии состоялось на Играх Содружества 1990 года в Окленде, Новая Зеландия, где он выступал на дистанции 400 метров.